# Kreisgericht Minden
Das Kreisgericht Minden war von 1849 bis 1879 ein preußisches Kreisgericht mit Sitz in Minden.

## Geschichte
Die „Verordnung über die Aufhebung der Privatgerichtsbarkeit und des eximierten Gerichtsstandes sowie über die anderweitige Organisation der Gerichte“ vom 2. Januar 1849 hob die Patrimonialgerichtsbarkeit auf. Gleichzeitig wurde das Appellationsgericht Paderborn geschaffen, dem Kreisgerichte, darunter das Kreisgericht Minden zugeordnet waren. Sein Sprengel umfasste den Kreis Minden mit den Städten Minden, Oeynhausen und Petershagen. Der Sprengel umfasste 73.862 Gerichtseingesessene. Schwurgerichtsangelegenheiten wurden beim Kreisgericht Herford behandelt. Eine Gerichtskommissionen wurde in Petershagen eingerichtet. Gerichtstage wurden in Hausberge und Schlüsselburg gehalten.
Mit den Reichsjustizgesetzen wurden die Gerichte im Deutschen Reich vereinheitlicht. Das Kreisgericht Minden wurde 1879 aufgehoben. Neu eingerichtet wurde nun das Amtsgericht Minden im Bezirk des Landgerichtes Paderborn.

## Gerichtskommission Petershagen
Der Sprengel der Gerichtskommission Petershagen umfasste das Amt Petershagen, das Amt Schlüsselburg und aus dem Amt Windheim die Gemeindebezirke Jössen, Gorspen und Vahlsen, Bierde, Quetzen, Raderhorst, Windheim, Ilse, Rosenhagen, Lahde, Döhren, Seelenfeld, Neuenknick, Ilserheide, Heimsen und Ilvese.
Die Gerichtskommission Petershagen wurde 1879 aufgehoben und das Amtsgericht Petershagen gebildet.